# Времена и нрави
Времена и нрави е публицистично предаване, излъчено през периода 2008 г. до юли 2019 г. Водещ на предаването е проф. Юлиан Вучков.

## Теми
Темите в предаването засягат предимно политическите отношения в страната и света, както и проблемите в обществото. Повечето от гостите на предаването са предимно музиканти, политици, лекари и др.

## Излъчване
Предаването се излъчва първоначално през 2008 г. до февруари 2009 г. по ТВ2, след което е свалено от ефир, но впоследствие е преместено по BBT, където се излъчва за четири месеца, но отново е свалено от ефир. На 7 септември 2010 г. предаването вече се излъчва по Канал 3, където се излъчва до март 2012 г., след което предаването отново е свалено от ефир. През март  2014 г. предаването е преместено по Евроком, където се излъчва до септември 2019 г. Предаването се излъчва на живо, гостуващите музиканти пеят и свирят на живо, без плейбек или сингблек.